# 河村由美
河村 由美（かわむら ゆみ 1987年9月8日 - ）は日本のグラビアアイドル、タレント。
京都府出身。

## プロフィール
- 血液型：A型、身長：150cm、足のサイズ：22.5cm。
- 趣味/特技：お昼寝、プリクラ、カラオケ、スポーツ、おしゃべり、さざ波
- 好きな食べ物：いちご、パイナップル、キウイ
- 好きな動物：犬
- 好きな歌手：浜崎あゆみ

## 来歴
- 中3の夏休みにプリクラで並んでいるところをsnow rabbits promotionの会長からスカウトされ所属。
- 高校2年頃から大学受験のため芸能活動をセーブする。
- 2005年4月頃、snow rabbits promotionでの公式サイトが削除されたのと同時期に森下千里などが所属するバグジーの公式サイトにプロフィールが載り一時期所属（移籍）。しかしバグジーの公式サイトにプロフィールが載った数日後にはプロフィールなどが削除され、そのまま芸能活動を休止する。

## 出演

### テレビ
- 「ジュニアでGO!(第1回)」（SKY PerfecTV!エンタ!371）
- 「エンタdeパンチ アイドルニュース日(第13回)」（SKY PerfecTV!エンタ!371）
- 「天使らんまん」（毎日放送）2004年8月31日と9月7日放送分にお部屋天使として出演

### 雑誌
- 「月刊 デ・ビュー」2月号
- 「i-mode STYLE」
- 「pure pure」17号(美少女名鑑)
- 「アップトゥボーイ」2003/11月号

### イベント
- 2003年6月15日「NANIWA IDOL MEETING #2」（大阪：信長書店日本橋店）（山内明日、中井香織と共に出演）
- 2004年6月19日 DVD「first smile 河村由美16歳、高校2年。」発売記念イベント（秋葉原：ラオックス アソビットシティ）
- 2004年7月24日 DVD「first smile 河村由美16歳、高校2年。」発売記念イベント（京都：信長書店四条河原町店、大阪：信長書店日本橋店）
- 2004年8月28日 「STAR SHOT撮影会 in 大阪」（天王寺公園）
- 2005年1月30日 「BigWaveLIVE2005 vol.1～2005年1月30日大阪の陣～」（Vi-code）

### その他
- オリコン配信「i-mode 美少女メロ」
- 京都学園大学入学案内ホームページ

## 作品

### DVD
- 「first smile 河村由美16歳、高校2年。」（さくら堂）
- 「MYSTERIOUS 奥崎絢美」（Fuzzy Function）（浜千咲等snow rabbits promotion所属タレントと共に友情出演）